# اللغة المالطية
اللغة المالطية (بالمالطية: Malti مالتي) هي اللغة الوطنية في مالطا وأيضا اللغة الرسمية بجانب الإنجليزية، وهي اللغة السامية الوحيدة بين لغات الاتحاد الأوروبي وسويسرا الرسمية، وبالتالي رغم أن المالطيين ليسوا عرباً ولا ساميين لكن غالبية المالطيين العظمى يصنفون أنفسهم كمهاجرين أجنبيين من موطنهم الأم في صقلية الإيطالية إلا أن اللغة المالطية مشتقة من العربية الصقلية (اللهجة الصقلية التي انشقت عن اللغة العربية أثناء فترة الحكم الإسلامي لجزيرتي مالطا وصقلية وتطورت تلك اللهجة في مالطا وصقلية وجنوب إيطاليا في الفترة الزمنية ما بين القرن التاسع والرابع عشر الميلاديين). الكثير من المفردات المالطية أصلها من اللغة اللاتينية والإيطالية والصقلية، بينما تشكل الكلمات الإنجليزية الأصل جزء من المفردات المالطية. والمالطية هي اللغة السامية الوحيدة المكتوبة بالأبجدية اللاتينية. في عام 1975 كان هنالك ما يقدر ب 371000 متحدث بالمالطية، يعيش 300,000 منهم في مالطا. مع وجود الآلاف من المهاجرين المالطيين في أستراليا، وكندا، وجبل طارق، وإيطاليا، والمملكة المتحدة والولايات المتحدة ما زالوا يتحدثون اللغة. في 2007 أفادت التقارير أنه لا يزال أحفاد المهاجرين المالطيين إلى تونس يتحدثون المالطية.

## تاريخ
أصبحت اللغة المالطية لغة رسمية في مالطا عام 1934 إلى جانب الإنجليزية، وفي نفس الوقت أُزيلت اللغة الإيطالية من الاستعمال الرسمي. أقدم مصدر عثر عليه بالمالطية هي الكانتيلينا (بالمالطية: Xidew il-Qada) وقصيدة مايو جا وهما قصيدتان تعودان إلى القرن الخامس عشر كتبها بيترو كاشارو، وأقدم قاموس مالطي كتبه الفارس فراكويس دي فيون عام 1640، وهو يحتوي ملاحظات حول القواعد المالطية.
في كتابه Dell’Istoria della Sacra Religione et Illustrissima Militia di San Giovanni Gierosolimitano (بالعربية: تاريخ الدين المقدس ومليشيا القديس جون اللامع في القدس) الذي كتب بين 1594 و1602، يؤكد فيه كاتبه جياكومو بوثيو الفكرة القائلة بأن اللغة المالطية تنحدر من اللغة البونيقية.
وقد قضى أثناسيوس كيرشر عامين في مالطا (1637-1638) وقدم ملاحظات تتعارض مع أفكار معاصريه حول أصل المالطية الذي يعود إلى اللغة البونيقية، وفي كتابه (Mundus Subterraneus) يقول: عن المالطية، «انهم يتحدثون أنقى شكل من أشكال اللغة العربية، ولم تفسدها لا الإيطالية ولا أي لغة أخرى.»

### المجلس الوطني للغة المالطية

شعار المجلس الوطني للغة المالطية

في أبريل 2004 تم تأسيس المجلس الوطني للغة المالطية (Il-Kunsill Nazzjonali tal-Ilsien Malti)، بعد الموافقة على قانون في البرلمان المالطي، ويعمل على تنظيم الكلمات الجديدة الداخلة على اللغة المالطية وتعزيز مستواها في التعليم وفي العديد من المجالات الأخرى. ويتكون من الأقسام التالية:
- الإعلام
- الأدب
- الترجمة والمصطلحات
- تطوير اللغة المالطية في مجال تقنية المعلومات.[9]

وقد عقد مؤتمر في المجلس باسم "IL-KLIEM LI DIEĦEL FIL-MALTI MILL-INGLIŻ" في أبريل 2008 لبحث الكلمات الإنجليزية الداخلة على المالطية.

## الأبجدية المالطية
الأبجدية المستخدمة لكتابة اللغة المالطية هي الأبجدية المالطية، وهي مشتقة من الأبجدية اللاتينية حيث إنها تتميز ببعض الحروف المميزة، حيث تتكون من 30 حرفاً هم كالتالي:
Aa Bb Cc Ċċ Dd Ee Ff Gg Ġġ Għgħ Hh Ħħ Ii Ieie Jj Kk
Ll Mm Nn Oo Pp Qq Rr Ss Tt Uu Vv Ww Xx Zz Żż

## قواعد
قواعد المالطية مبنية على القواعد الصقلية، مع وجود العديد من أشكال الجمع المتأثرة بالإنجليزية واللغات الرومانسية

### الجمع
الكلمات السامية الأصل تقسم إلى قسمين (طبيعية) و(شاذة)، الطبيعية تضاف إليها (iet) أو (ijiet)، مثال: art, artijiet، والشاذة ليس لها قاعدة، أمثلة:
- ktieb => kotba الترجمة بالعربية (كتاب => كتب) النطق كتاب => كوتبَ
- raġel => irġiel الترجمة بالعربية (رجل => رجال) النطق رجل=> ارجال

الكلمات الرومانسية الأصل، تكون بإضافة -i أو -jiet، وهذا من تأثير اللغة الصقلية. مثال: lingwa تجمع lingwi، ونجد نفس الشيء في الصقلية حيث lingua تجمع lingui
الكلمات الإنجليزية الأصل، يمكن أن تستعمل طريقتين لها s أو -jiet. مثال: friġġ تجمع friġis وfriġġjiet.

### المعرفة والنكرة
«ال» التعريف في العربية يقابلها il- في المالطية ولكن إذا جاءت أداة التعريف قبل أو بعد أحد حروف العلة يحذف حرف الـ"i"، أمثلة:
- l-omm (الأم)
- rajna l-Papa (رأينا البابا)
- il-missier (الأب)

ولكن بعض الحروف شاذة، وهي تشبه الحروف الشمسية في اللغة العربية، أمثلة:
- Ċ iċ-ċikkulata (الشوكولاته)
- D id-dar (المنزل أو الدار)
- N in-nar (النار)
- R ir-razzett (المزرعة)
- S is-serrieq (المنشار)
- T it-tifel (الطفل)
- X ix-xemx (الشمس)
- Ż iż-żarbun (الحذاء)
- Z iz-zalzett (النقانق)

## العلاقة بين العربية والمالطية
يوجد تشابه كبير بين اللهجات المغاربية واللغة المالطية نظراً لقرب مالطا إلى سواحل تونس وليبيا في شمال أفريقيا، فالكمونية مثلاً أكلة منتشرة في دول شمال أفريقيا وتوجد في مالطا بنفس التسمية وكلمة الجابية تنفرد بها ليبيا وتونس وشرق الجزائر لتسمية خزان المياه وتوجد في مالطا.
- بعض الأمثلة للكلمات المالطية المشتقة من العربية المغاربية والصقلية:

| العربية           | التّونسيّة                                | العربية-الصقلية | المالطية | الإنجليزية    |
| ----------------- | --------------------------------------- | --------------- | -------- | ------------- |
| بزّاقة / حلزون     | ببّوشة (Babboucha)                       | Babbaluciu      | Bebbuxu  | Snail         |
| كمونيّة            | كمّونيّة-(Kammouniya)                     | Caponata        | Kapunata | Caponata      |
| قشطة              | قشدة/قوتة/ريقوتا-(Qechda/Gouta/Rigouta) | Cassata         | Qassata  | Sicilian cake |
| جابية (خزّان ماء)  | جابية/سيتيرنا-(Jebya/Citirna)           | Gebbia          | Ġiebja   | Cistern       |
| جلجلان (نوع سمسم) | جلجلان-(Jeljlèn)                        | Giuggiulena     | Ġunġlien | Sesame seed   |
| ساقية             | ساقية-(Seqya)                           | Saia            | Saqqajja | Canal         |
| تنّور (فرن)        | كانون/كوشة-(Kenoun/Koucha)              | Tanura          | Kenur    | Tandoor       |
| زعفران            | زعفران-(Zaɛfran)                        | Zaffarana       | Żaffran  | Saffron       |
| زهرة              | نوّارة-(Nawwara)                         | Zagara          | Zahar    | Blossom       |
| زبيب              | زبيب-(Zbib)                             | Zibbibbu        | Żbib     | Raisins       |
| ساق (الشجرة)      | ساق-(ٍSeq)                               | Zuccu           | Zokk     | Tree trunk    |
| الله              | الله/ربّي-(Allah/Rabbi)                  | .......         | Alla     | God           |
| الماء             | لما-(Lme)                               | .......         | Ilma     | Water         |
| نار               | نار-(Nar)                               | .......         | Nar      | Fire          |
| ليل               | ليل-(Lil)                               | .......         | Lejl     | Night         |
| غدا               | غدوة-(Ghodwa)                           | .......         | Ghada    | Tomorrow      |